# Зибишка Вас
Зибишка Вас (словен. Zibiška vas) — поселення в общині Шмарє-при-Єлшах, Савинський регіон, Словенія. 
Висота над рівнем моря: 209,8 м.